# Tami Kiuru
Tami Kiuru (Vantaa, 1976. szeptember 13. –) finn síugró.

## Élete
1976-ban született Finnországban.
1994-ben vett részt először a síugró-világkupában. 1999-ben került be először a finn válogatott keretbe. 2003-ban az északisí-világbajnokságon a csapatversenyen nagysáncon a két Hautamäkivel és Janne Ahonennel aranyérmet nyert. A 2004-es sírepülő-világbajnokságon, március 18-án bronzérmet nyert az egyéni, ezüstöt a csapatversenyben. 2005-ben, az északisí-vb-n is szerzett a finn csapat egy ezüstöt, ezúttal Jussilainen volt a 4. ember az idősebb Hautamäki helyett. 2006-ban a Bad Mitterndorf-i sírepülő világbajnokságon is ezüstérmes lett a finn válogatottal.
Kiuru bizonyította, hogy még mindig jó formában van: megnyerte a finn síugróbajnokságot. A 2006. évi téli olimpiai játékokon is ezüstérmet szerzett a válogatottal a nagysáncon. (Középsáncon csak 31. lett, nagysáncon bekerült a második körbe, de rontott, így csak 18. helyen végzett.)
Az összetett világkupában a bővebben vett élmezőnyhöz tartozik. Ugyan soha nem volt az első tizenöt közt, masszívan szállított minimum száz pontot, és a csapatversenyeken is a finn válogatott tagja.
Klubja a lahti Lahden hiihtoseura.